# Aphrodisium inexpectatum
Aphrodisium inexpectatum là một loài bọ cánh cứng trong họ Cerambycidae.